# Абу Джафар аль-Хазин
Абу́ Джафа́р Муха́ммад ибн аль-Ха́сан аль-Ха́зин аль-Хураса́ни (перс. ابوجعفر خازن خراسانی‎; умер ок. 971) — персидский астроном и математик, уроженец Хорасана, работал в Рее.

## Биография
Аль-Хазин вероятно происходил из семьи из юго-западной Аравии, из древнего царства Саба. Однако сам он родился и работал в Хорасане — восточном регионе Ирана, и потому в исламских источниках носил нисбу «аль-Хурасани».
Он жил и работал во времена расцвета Буидской династии (945–1055), при дворе которой в городе Рей (ныне пригород Тегерана) пользовался покровительством эмира Адуд ад-Даулы. Этот период ознаменовался интенсивным развитием наук и искусства. Рей, по описанию современников, был крупным культурным и научным центром, славившимся архитектурой и образовательными учреждениями.
В 959/960 году аль-Хазин по поручению визиря измерял наклон эклиптики с помощью большого астрономического кольца диаметром около 4 метров.

## Научное наследие
Аль-Хазин составил комментарий к X книге «Начал» Евклида. Написал «Книгу об изображении сферы на плоскости», «Книгу о решении кубического уравнения с помощью конических сечений», «Книгу о расстояниях и объёмах», «Книгу о наблюдательных инструментах», «Зидж тимпанов», «Большое введение в науку о звёздах», «Книгу об уравнении Солнца» и ряд других сочинений.

### Астрономия

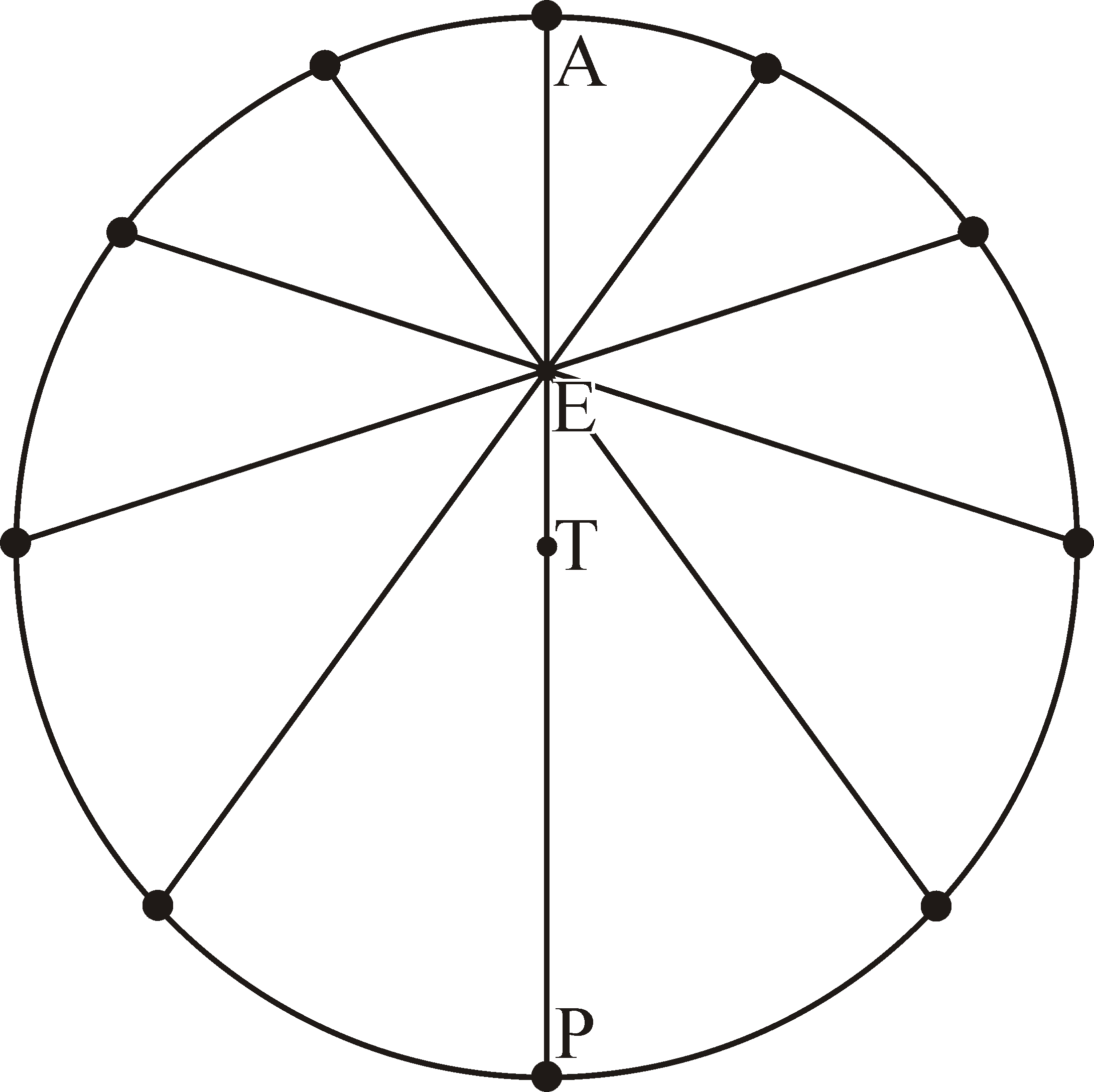
Концентрический эквант. E — точка экванта, T — Земля. Точки на окружности показывают положение светила через равные промежутки времени

Аль-Хазин известен как автор астрономического труда «Зидж ас-Сафа’их» («Таблицы дисков астролябии»), высоко оцененного последующими астрономами. В нём описывались усовершенствованные астрономические инструменты, в том числе уникальный тип астролябии с дисками, снабжёнными таблицами и пояснениями к ним. Копия этого инструмента хранилась в Германии, но была утрачена во время Второй мировой войны. Сохранилась лишь её фотография.
Аль-Хазин также составил комментарий к «Альмагесту» Птолемея, однако он был подвергнут критике аль-Бируни за излишнюю многословность. Сохранился лишь один фрагмент комментария, содержащий обсуждение сферичности Вселенной и 19 геометрических положений, часть из которых основана на трудах Архимеда. Среди них — изящное доказательство, что равносторонний треугольник обладает наибольшей площадью среди треугольников с данным периметром. Однако попытки обобщения на многоугольники сопровождались некорректными доказательствами.
Одним из значительных вкладов аль-Хазина стала критика геоцентрической модели Птолемея. Он утверждал, что если бы Солнце двигалось по кругу вокруг точки, не совпадающей с Землёй, его видимый диаметр должен был бы меняться в течение года. Поскольку таких изменений он не наблюдал, он предложил альтернативную модель — эквант, в которой Солнце движется по окружности с центром в Земле, но с неравномерной скоростью, которая выглядит равномерной из точки, смещённой от центра (экванта).

### Математика
В математике аль-Хазин работал в области теории чисел. Его деятельность, вероятно, была вдохновлена трудами математика аль-Худжанди, который утверждал невозможность целочисленного решения уравнения {\displaystyle x^{3}+y^{3}=z^{3}} — случая {\displaystyle n=3} Великой теоремы Ферма. Аль-Хазин в письме опроверг доказательство аль-Худжанди, назвав его «ошибочным и неполным». Это положило начало математической переписке между арабскими математиками того времени.
Аль-Хазин решал задачи, связанные с пифагоровыми тройками. В частности, он доказал невозможность двух нечётных катетов в пифагоровой тройке и невозможность получения квадрата из суммы двух квадратов с «дважды чётными» {\displaystyle (x=4k)} сторонами. Также он исследовал квадратичные диофантовы уравнения вида {\displaystyle x_{1}^{2}+\dots +x_{n}^{2}=X^{2}}. Для случаев {\displaystyle n=2} и {\displaystyle n=3} он привёл явные формулы решений. Несмотря на то что он остановился на {\displaystyle n=3}, им была выдвинута обобщённая гипотеза, причём предложенный параметрический подход можно адаптировать для любого {\displaystyle n}.
В трактате аль-Хазина можно найти множество утверждений о представлении чисел в виде суммы квадратов и их доказательства. Например:
- Если число разлагается на сумму двух квадратов, то его квадрат тоже разлагается на сумму двух квадратов.
- Если каждое из двух чисел разлагается на сумму квадратов, то существует два различных разложения их произведения на сумму квадратов. В частности, аль-Хазин привёл один из первых известных случаев разложения квадратичной формы:

{\displaystyle (p^{2}+q^{2})(r^{2}+s^{2})=(pr+qs)^{2}+(ps-qr)^{2}=(pr-qs)^{2}+(ps+qr)^{2}}
Одним из его ключевых результатов была задача: при данном натуральном {\displaystyle a} найти натуральные числа {\displaystyle x,y,z}, удовлетворяющие условиям:  
{\displaystyle x^{2}+a=y^{2}} и {\displaystyle x^{2}-a=z^{2}}.
Аль-Хазин доказал, что это возможно тогда и только тогда, когда
{\displaystyle a=2uv} и {\displaystyle u^{2}+v^{2}=x^{2}} для некоторых натуральных чисел {\displaystyle u} и {\displaystyle v}. В качестве примеров он привёл:
- {\displaystyle a=24}: {\displaystyle 5^{2}+24=7^{2}}, {\displaystyle 5^{2}-24=1^{2}};
- {\displaystyle a=96}: {\displaystyle 10^{2}+96=14^{2}}, {\displaystyle 10^{2}-96=2^{2}}.

В его работах зафиксирован один из самых ранних примеров полиномиального сравнения по модулю. Он рассматривал квадратичное сравнение {\displaystyle x^{2}+1\equiv 0{\pmod {5}}} и нашёл его решения.
Также аль-Хазин изучал вещественные числа. Он привёл следующее определение рациональной и иррациональной величины:
Пусть единична величина содержится в данной величине один или несколько раз, тогда эта данная величина соответствует целому числу… Каждая величина, которая составляет половину, или треть, или четверть единичной величины, или, сравнённая с единичной величиной составляет три пятых от неё, это рациональная величина. И в целом, всякая величина, которая относится к единичной как одно число к другому, является рациональной. Если же величина не может быть представлена как несколько или часть (1/n), или несколько частей (m/n) единичной длины, она иррациональная, то есть невыразимая иначе как с помощью корней.